# Рабаев, Авшолум Рабаевич
Авшолум Рабаевич Рабаев (7 января 1904, Рукель, Кайтаго-Табасаранский округ, Дагестанская область, Российская империя — 6 февраля 1978, Дербент, Дагестанская АССР) — советский деятель сельского хозяйства, звеньевой колхоза им. В. М. Молотова, Герой Социалистического Труда (1949).

## Биография
Авшолум Рабаевич Рабаев родился в семье горско-еврейских земледельцев 7 января 1904 году в селе Рукель Кайтаго-Табасаранского округа Дагестанской области (ныне Дербентского района Республики Дагестан). Позднее семья переехала в Дербент.
В 1926 году организовал рыбопромысловую артель в Дербенте, где проработал 6 лет. В 1932—1934 годах трудился по найму рыбаком. В 1934 году начал работать в колхозе имени Молотова.
В 1942 года был призван в Красную Армию, участвовал в обороне Москвы, был тяжело ранен, в госпитале ему ампутировали левую руку. В конце 1942 года вернулся в родной колхоз и работал там звеньевым по выращиванию винограда.
В 1948 году звено А. Р. Рабаева получило урожай винограда 172,1 центнера с гектара.
27 июля 1949 года Указом Президиума Верховного Совета СССР за полученный высокий урожай винограда Авшолум Рабаевич Рабаев был удостоен звания Героя Социалистического Труда с вручением ордена Ленина и золотой медали «Серп и Молот».
В этом же колхозе трудился Соломон Рабаев, удостоенный звания Героя Социалистического Труда этим же указом.
Жил в Дербенте. Вышел на пенсию в 1965 году. Скончался 6 февраля 1978 года и был похоронен на иудейском кладбище города Дербента.

## Награды
- Звание Герой Социалистического Труда (Указ Президиума Верховного Совета СССР от 27 июля 1949 года);
- Золотая медаль «Серп и Молот» (27 июля 1949 — № 4210);
- Орден Ленина (27 июля 1949 — № 106292);
- также был награждён медалями.